# Малагон, Луис
Луи́с А́нхель Малаго́н Вела́скес (исп. Luis Ángel Malagón Velázquez; род. 2 марта 1997, Самора-де-Идальго, Мичоакан) — мексиканский футболист, вратарь клуба «Некакса» и сборной Мексики. Бронзовый призёр Олимпийских игр 2020 года в Токио.

## Клубная карьера
Малагон — воспитанник клубов «Сантос Лагуна» и «Атлетико Морелия». 17 февраля 2016 года в поединке Кубка Мексики против «Некаксы» Луис дебютировал за основной состав последнего. 6 апреля 2019 года в матче против «Пуэблы» он дебютировал в мексиканской Примере. Летом 2020 года в поисках игровой практики Малагон перешёл в «Некаксу». 25 июля в матче против УАНЛ Тигрес он дебютировал за новую команду.

## Международная карьера
В 2019 году в составе олимпийской сборной Мексики Малагон принял участие в Панамериканских играх в Перу. На турнире он сыграл в матче против команды Уругвая. В 2021 году в составе олимпийской сборной Мексики Ангуло принял участие в летних Олимпийских играх 2020 в Токио. На турнире он был запасным и на поле не вышел.